# Brilliance of the Seas
El Brilliance of the Seas és un vaixell de passatgers de la companyia de creuers Royal Caribbean International. Acabat de construir l'any 2001 per Meyer Werft, a Papenburg, Alemanya. Navega amb bandera de Bahames. Té eslora de 292 m, mànega de 32.8 m, amb 12 cobertes. Nominalment accepta 2501 passatgers i 859 tripulants. El desembre de 2010 va patir un incident amb una tempesta a l'entrada del port d'Alexandria, Egipte, durant un creuer de 12 dies que havia sortit de Barcelona.